# Coryphopteris klossii
Coryphopteris klossii là một loài thực vật có mạch trong họ Thelypteridaceae. Loài này được (Ridl.) Holttum mô tả khoa học đầu tiên năm 1976.